# Abagrotis erratica
Abagrotis erratica là một loài bướm đêm thuộc họ Noctuidae. Nó được tìm thấy ở miền nam British Columbia bao gồm đảo Vancouver phía nam đến miền trung Utah và miền trung California. Nó cũng được tìm thấy ở cực nam Alberta.
Sải cánh dài 35–38 mm. Con trưởng thành bay vào tháng 8 ở Alberta. Có một lứa một năm.